# Ternstroemia britteniana
Ternstroemia britteniana är en tvåhjärtbladig växtart som beskrevs av Ferdinand von Mueller. Ternstroemia britteniana ingår i släktet Ternstroemia och familjen Pentaphylacaceae. Inga underarter finns listade i Catalogue of Life.